# Hematoma de mama
El hematoma de mama es una acumulación de sangre dentro de la mama. Surge de un sangrado interno (hemorragia) y puede originarse debido a un traumatismo (lesión en la mama o cirugía) o por una causa no traumática.

## Síntomas
Los síntomas pueden incluir decoloración visible (equimosis), dolor en los senos e hinchazón. Pueden ser similares a los de los cambios fibroquísticos en los senos.

## Causas
Puede aparecer debido a un traumatismo directo en la mama, como una lesión deportiva o un accidente de tráfico, en el que se produce una lesión del cinturón de seguridad. El hematoma también puede ser consecuencia de una cirugía de mama, generalmente debido a un sangrado posoperatorio.
El sangrado puede ocurrir poco después, o habiendo pasado algunos días, de una intervención de cirugía estética reducción o mejora de senos) o cirugía no cosmética (extirpación de ganglios linfáticos, tumorectomía o mastectomía). Más raramente, el hematoma resulta de una biopsia de mama. En raras ocasiones, un hematoma de mama también puede aparecer espontáneamente debido a una ruptura de los vasos sanguíneos en la mama, especialmente en personas con coagulopatía o después del uso prolongado de medicamentos anticoagulantes como la aspirina o el ibuprofeno.

## Fisiopatología
Los hematomas de mama pequeños a menudo se resuelven por sí solos en varios días o semanas mediante la reabsorción de sangre. Los hematomas más grandes tienen más probabilidades de provocar inflamación o fibrosis. Los hematomas mamarios a veces pueden provocar decoloración, inflamación o fiebre de la piel. Cuando un hematoma se resuelve, puede volverse fibrótico y dejar tejido cicatricial. Un hematoma en resolución puede licuarse para formar un seroma. Los hematomas mamarios posquirúrgicos también pueden impedir la cicatrización de heridas y, por lo tanto, afectar el resultado estético. 
Además, los hematomas son uno de los factores de riesgo de infecciones del sitio quirúrgico de la mama. Existe evidencia preliminar de que, después de la cirugía de implantes mamarios, la presencia de hematomas aumenta el riesgo de desarrollar contractura capsular. En el cribado mamográfico, el tejido cicatricial resultante de un hematoma de mama se puede confundir fácilmente con tejido tumoral, especialmente en los primeros años después de la cirugía. En última instancia, puede producirse una necrosis grasa en la región afectada de la mama.

## Diagnóstico
Cuando hay hinchazón postoperatoria tras una cirugía de mama o una biopsia con aguja gruesa, puede estar indicada una ecografía de la mama para diferenciar entre un hematoma y otras posibles complicaciones posquirúrgicas como abscesos o un seroma. 
Un hematoma reciente suele ser visible en una mamografía y también muestra intensidades de señal típicas en la resonancia magnética. Si es necesaria una diferenciación del cáncer de mama, puede estar indicada una biopsia de hematoma. Una consideración cuidadosa de la historia del caso es importante para el diagnóstico de un hematoma de mama.

## Tratamiento
Los hematomas mamarios pequeños que no causan molestias a menudo requieren mera observación clínica, utilizándose ultrasonidos para controlar la resolución del hematoma. Los hematomas mamarios grandes, o aquellos que no se hacen más pequeños o que causan molestias, generalmente requieren drenaje. 
También se drenan los hematomas que ocurren después de la cirugía para la extirpación de un tumor maligno, porque es poco probable que se resuelva un hematoma al que se aplica irradiación. Un hematoma reciente puede drenarse mediante aspiración con aguja o (raramente) drenaje quirúrgico abierto.